# Élections parlementaires italiennes de 2001
 (mai 2021).
Si vous disposez d'ouvrages ou d'articles de référence ou si vous connaissez des sites web de qualité traitant du thème abordé ici, merci de compléter l'article en donnant les références utiles à sa vérifiabilité et en les liant à la section « Notes et références ».
Les élections parlementaires italiennes de 2001 (en italien : Elezioni politiche italiane del 2001) ont eu lieu le 13 mai 2001, afin d'élire les 630 députés et les 315 sénateurs de la quatorzième législature du Parlement italien, pour un mandat de cinq ans.

## Chambre des députés

### Part proportionnelle
| Partis | Partis                                                 | Voix       | %     | Sièges |
| ------ | ------------------------------------------------------ | ---------- | ----- | ------ |
|        | Forza Italia                                           | 10 923 431 | 29,43 | 62     |
|        | Démocrates de gauche                                   | 6 151 154  | 16,57 | 31     |
|        | La Marguerite                                          | 5 391 827  | 14,52 | 27     |
|        | Alliance nationale                                     | 4 463 205  | 12,02 | 24     |
|        | Parti de la refondation communiste                     | 1 868 659  | 5,03  | 11     |
|        | Ligue du Nord                                          | 1 464 301  | 3,94  | 0      |
|        | Italie des valeurs                                     | 1 443 725  | 3,89  | 0      |
|        | Centre chrétien-démocrate - Chrétiens démocrates unis  | 1 194 040  | 3,22  | 0      |
|        | Démocratie européenne                                  | 888 269    | 2,39  | 0      |
|        | Liste Bonino                                           | 832 213    | 2,24  | 0      |
|        | Fédération des Verts - Socialistes démocrates italiens | 805 340    | 2,17  | 0      |
|        | Parti des communistes italiens                         | 620 859    | 1,67  | 0      |
|        | Nouveau PSI                                            | 353 269    | 0,95  | 0      |
|        | Parti populaire sud-tyrolien                           | 200 059    | 0,54  | 0      |
|        | Flamme tricolore                                       | 143 963    | 0,39  | 0      |
|        | Autres                                                 |            |       | -      |
|        | Total                                                  | 37 122 776 |       | 155    |

### Part majoritaire
| Partis | Partis                       | Voix       | %     | Sièges |
| ------ | ---------------------------- | ---------- | ----- | ------ |
|        | Maison des libertés          | 16 915 513 | 45,40 | 282    |
|        | L'Olivier                    | 16 019 388 | 42,99 | 183    |
|        | Italie des valeurs           | 1 487 287  | 3,99  | -      |
|        | Démocratie européenne        | 1 310 119  | 3,52  | -      |
|        | Liste Bonino                 | 457 117    | 1,23  | -      |
|        | SVP - L'Olivier              | 190 556    | 0,51  | 5      |
|        | Parti populaire sud-tyrolien | 173 735    | 0,47  | 3      |
|        | Flamme tricolore             | 121 527    | 0,33  | -      |
|        | Autres                       |            |       | 2      |
|        | Totale                       | 37 259 705 |       | 475    |

## Sénat de la République
| Partis | Partis                                     | Voix       | %     | Sièges |
| ------ | ------------------------------------------ | ---------- | ----- | ------ |
|        | Maison des libertés                        | 14 406 519 | 42,53 | 176    |
|        | L'Olivier                                  | 13 106 860 | 38,70 | 125    |
|        | Parti de la refondation communiste         | 1 708 707  | 5,04  | 4      |
|        | Italie des valeurs                         | 1 140 489  | 3,37  | 1      |
|        | Démocratie européenne                      | 1 066 908  | 3,15  | 2      |
|        | Liste Bonino                               | 677 725    | 2,00  | -      |
|        | Flamme tricolore                           | 340 221    | 1,00  | -      |
|        | Ligue pour l'autonomie - Alliance lombarde | 308 559    | 0,91  | 1      |
|        | SVP - L'Olivier                            | 175 635    | 0,52  | 3      |
|        | Parti populaire sud-tyrolien               | 126 177    | 0,37  | 2      |
|        | Autres                                     |            |       | 1      |
|        | Total                                      | 33 871 262 | 100   | 315    |